# Patrick Bismuth
 (février 2024).
Si vous disposez d'ouvrages ou d'articles de référence ou si vous connaissez des sites web de qualité traitant du thème abordé ici, merci de compléter l'article en donnant les références utiles à sa vérifiabilité et en les liant à la section « Notes et références ».
Pour les articles homonymes, voir Bismuth (homonymie).
Patrick Bismuth est un violoniste français, né le 15 décembre 1954.

## Biographie
Il a étudié le violon avec Roland Charmy et Jacques Dumont au Conservatoire national supérieur de musique et de danse de Paris.
Patrick Bismuth est de 1993 à 1998 professeur de violon baroque au Conservatoire national supérieur de musique et de danse de Paris et l'est actuellement au conservatoire de Versailles, au conservatoire de Boulogne-Billancourt, au conservatoire à rayonnement régional de Paris et au conservatoire à rayonnement régional de Reims. L'apprentissage du violon baroque lui permet d'interpréter différemment les répertoires classiques, romantiques et contemporains.
Il s’est produit dans de nombreux concerts avec son ensemble La Tempesta et le Quatuor Atlantis, dont il est cofondateur ou encore avec l’organiste Louis Thiry, qui lui a ouvert l'horizon de la musique ancienne. Il participe depuis de nombreuses années aux ensembles de Jean-Claude Malgoire.
Il a enregistré les Sonates et partitas pour violon seul de Bach chez Stil, les Sonates du Rosaire de Heinrich Biber  et 12 sonates de Jean-Marie Leclair (intégrale du 4e Livre), mais aussi des œuvres de Ravel, Kreisler et Enesco chez Zig-Zag. Sous le titre « Musique dans la cité interdite » il a participé, avec l'« ensemble XVIII-21 » du flûtiste Jean-Christophe Frisch, à l'enregistrement de musiques de la cour impériale de Chine du XVIIIe siècle, de Teodorico Pedrini et de Joseph-Marie Amiot.
En 2011, il enregistre, pour le label Parathy, avec l'organiste Louis Thiry, des Tientos de Francisco Correa de Arauxo, faisant la partie du violon, de l'alto et de la viola da spalla.
Il découvre avec la violoniste Hélène Houzel le manuscrit d’un des douze opéras perdus d’André Campra Le Destin du Nouveau Siècle. Avec l’ensemble La Tempesta il crée en décembre 2017 cet opéra-ballet à l’Embarcadère (Aubervilliers) dans une mise en scène de Jean-Daniel Laval et une chorégraphie originale d’Irène Ginger. L’Atelier Lyrique de Tourcoing (Jean-Claude Malgoire) coproduit le spectacle et le CD de l’opéra sort au label « Château de Versailles Spectacles »  (CVS) en 2022.